# Valeria Fadeïeva
Valeria Vladislavovna Fadeïeva (en russe : Валерия Владиславовна Фадеева) est une joueuse de volley-ball russe née le 13 octobre 1993. Elle mesure 1,76 m et joue au poste de libero. Sa mère est ancienne joueuse russe de volley-ball Olga Fadeïeva.

## Clubs
| Club              | De        | À         |
| ----------------- | --------- | --------- |
| Proton Balakovo-2 | 2002-2003 | 2012-2013 |
| Proton Balakovo   | 2013-2014 | 2015-2016 |
| Indesit Lipetsk   | 2016-2017 | …         |